# Pius Font Quer
Pius Font Quer, född 9 april 1888 i Lleida (= Lérida) i Katalonien, död 3 januari 1964 i Barcelona, var en spansk apotekare, botaniker och kemist.
Han är också känd som Pio Font Quer.
Hans far var apotekaren Manuel Font i Balué; hans mor lärarinnan Sofia i Quer.
Han gifte sig 1919 med  1919 Emilia Civit. Paret fick två söner (en av dem vid namn Raúl Font Quer Cívit) och tre döttrar.
Auktorsnamnet Font Quer kan användas för Pius Font Quer i samband med ett vetenskapligt namn inom botaniken; se Wikipediaartiklar som länkar till auktorsnamnet.
Porträttet härintill visar Pius Font Quer som mayor (major) i arméns farmaceutiska kår 1929. Han avancerade sedermera till teniente coronel, motsvarande svenska graden överstelöjtnant.

## Publikationer
- 1911 Doktorsavhandling i farmaci: Ensayo fitotopográfico de Bages. Mahón, Tipografía Mahonesa, 1914
- 1925 De flora occidentale adnotationes. 12 sidor. Butlletí de la institució catalana d'historia natural 25(3)
- 1926 Illustrationes florae occidentalis: quae ad plantas hispaniae, lusitaniae et mauritaniae, novas vele imperfecte cognitas, spectant. Barcelona, Museo de Ciencias Naturales
- 1944 Los Estudios botánicos en la provincia de Lérida. 77 sidor. Ed. Instituto de Estudios Ilerdenses.
- 1948 Flórula de los Valles de Bohí. 94 sidor. Ed. Instituto de Estudios Ilerdenses.
- 1953 Diccionario de Botánica. Barcelona, Labor
- 1953 Geografía botánica de la Península Ibérica.
- 1956 Botánica. 325 sidor. Ed. Labor.
- 1960, 1964 Botánica pintoresca. Barcelona, Ramón Sopena
- 1962 Plantas medicinales: el Dioscórides renovado. Barcelona, Lábor
- 1962 Ofullbordad översättning av Plantas medicinales till engelska.
- 1985 Plantas medicinales: El Dioscórides renovado. 1 033 sidor.
- 1995 Iniciación a la botánica: Morfología externa. 252 sidor. Biblioteca de Divulgación Científica 80. Ed. RBA,  ISBN 8447307980.

## Eponymer
- Amaryllidaceae Amaryllisväxter
  - Narcissus fontqueri  Fern.Casas & Rivas Ponce (1988) 
    - Narcissus primigenius (Fern.Suárez ex M.Laínz) Fern.Casas & Laínz.
är synonym och nu gällande namn till Narcissus fontqueri
- Anthericaceae Agaveväxter
  - Phalangium fontqueri Sennen & Mauricio (1936)
    - Anthericum baeticum (Boiss.) Boiss.
är synonym till Phalangium fontqueri
- Anthericum Sandliljor
  - Anthericum liliago var. fontqueri
- Apiaceae Flockblommiga växter
  - Ferula fontqueri Jury, (1996)
- Araliaceae Araliaväxter
  - Oreopanax fontquerianus Cuatrec., (1968)
- Arenaria Narvar
  - Arenaria fontqueri Cardona & J.M.Monts (1981)
    - Arenaria fontqueri ssp. hispanica (H.J.Coste & Soulié) Cardona & J.M.Monts., (1981)
Arenaria conimbricensis ssp. cavanillesiana (Font Quer) Cardona & J.M.Monts.
Arenaria fontqueri ssp. cavanillesiana (Font Quer) Cardona & J.M.Monts. (1981)
Arenaria fontqueri ssp. hispanica (H.J.Coste & Soulié) Cardona & J.M.Monts.
Arenaria hispida var. cavanillesiana Font Quer
Arenaria hispida ssp. guarensis (Pau) J.M.Monts.
Arenaria hispida var. hispanica H.J.Coste & Soulié
Arenaria souliei Romo
är synonymer till Arenaria fontqueri
- Asparagaceae Sparrisväxter
  - Phalangium fontqueri Sennen & Mauricio, (1936)
  - Muscari fontqueri Sennen, (1925)
  - Muscari fontqueri Sennen, nomen (1922)
- Asteraceae Korgblommiga växter
  - Aegopordon fontqueri (Cuatrec.) Tscherneva (2009)
  - Jurinea fontqueri Cuatrec. (1927)
  - Jurinea fontqueri (Pau) L.Llorens, utan basionym-sida (1984)
  - Echinops fontqueri Pau, (1929)
    - Echinops spinosissimus ssp. fontqueri (Pau) Greuter
är synonym till  Echinops fontqueri

  - Hieracium fontqueri Pau (1921)
    -  Pilosella anchusoides Arv.-Touv.
är synonym till Hieracium fontqueri
- Betulaceae Björkväxter
  - Betula fontqueri Rothm. (1940)
  - Betula fontqueri'' ssp. ''parvibracteata (Peinado, G.Moreno & A.Velasco) Rivas Mart. & Ladero, (2002)
  - Betula pendula var. fontqueri (Rothm.) G.Moreno & Peinado
    - Betula fontqueri ssp. parvibracteata (Peinado, G.Moreno & A.Velasco) Rivas Mart. & Ladero, (2002)
 är synonym till Betula pendula var. fontqueri
- Brassicaceae Korsblommiga växter
  - Alyssum fontqueri Sennen, (1925)
  - Biscutella fontqueri Guinea & Heywood, (1963)
    - Biscutella cuneata (Font Quer) Font Quer ex Mach.-Laur. nom. illeg., 
Biscutella intermedia ssp. cuneata (Font Quer) Malag.,
Biscutella laevigata f. cuneata Font Quer,
Biscutella laevigata var. cuneata (Font Quer) O.Bolòs & Masclans och 
Biscutella valentina ssp. cuneata (Font Quer) Govaerts
är synonymer till Biscutella fontqueri

  - Iberis fontqueri Pau, (1922)
- Caryophyllaceae Nejlikväxter
  - Arenaria fontqueri Cardona & J.M.Monts., (1981)
  - Arenaria fontqueri ssp. cavanillesiana Cardona & J.M.Monts., (1981)
  - Arenaria fontqueri ssp. hispanica (H.J.Coste & Soulié) Cardona & J.M.Monts., (1981)
  - Moehringia fontqueri Pau, (1930)
    - Moehringia tejedensis Willk.
är synonym till Moehringia fontqueri
- Cistaceae Solvändeväxter
  - Fumana fontqueri Güemes, (1999)
- Compositae Korgblommiga växter
  - Cirsium × fontqueri Romo, (1996)
  - Echinops fontqueri Pau, (1929)
- Euphorbiaceae Törelväxter
  - Euphorbia fontqueriana Greuter, (1965)
    - Euphorbia myrsinites ssp. litardierei Font Quer & Garcias Font och
Tithymalus fontquerianus (Greuter) Soják
är synonymer till Euphorbia fontqueriana

  - Tithymalus fontqueranus (Greuter) Soják, (1972)
  - Tithymalus fontquerianus Pau, (1922)
- Hyacinthaceae Hyacintväxter
  - Brimeura font-queri (Pau) Speta, (1982)
    - Brimeura amethystina (L.) Chouard.
är synonym till Brimeura font-queri

  - Hyacinthus font-queri Pau, (1915)
  - Muscari fontqueri Sennen, (1922, 1925)
    - Muscari neglectum Guss. ex Ten.
är synonym till Muscari fontqueri
- Lamiaceae Kransblommiga växter
  - Thymus fontqueri (Jalas) Molero & Rovira (1983)
  - Mentha fontqueri Sennen & Sennen, (1927, 1935)
    - Mentha arvensis L.
 är synonym till Mentha fontqueri

  - Prunella × fontqueri Pau, (1924)
  - Sideritis fontqueri Sennen, (1936)
  - Stachys fontqueri Pau, (1924)
  - Teucrium fontqueri Sennen (1925)
    - Teucrium carolipaui ssp. fontqueri (Sennen) Rivas Mart.
är synonym till Teucrium fontqueri

  - Thymus fontqueri (Jalas) Molero & Rovira, (1983)
    - Thymus hirtus ssp. fontqueri (Jalas) Malag.,
Thymus loscosii ssp. fontqueri Jalas och
Thymus serpyllum ssp. fontqueri (Jalas) O.Bolòs & Vigo
är synonymer till Thymus fontqueri

  - Thymus × fontquerianus Pau, (1922)
    - Thymus × arundanus Willk.
är synonym till Thymus × fontquerianus

  - Mentha fontqueri Sennen, (1927)
- Plantaginaceae Grobladsväxter
  - Misopates fontqueri (Emb.) Ibn Tattou, (1998)
- Plumbaginaceae Triftväxter
  - Limonium fontqueri (Pau) L.Llorens, utan basionym-sida (1984)
  - Limonium virgatum ssp. fontqueri (Pau) O.Bolòs, Vigo, Masalles & Ninot, 1914, 1922
    - Statice fontquerii Pau
är synonym till Limonium virgatum ssp. fontqueri
- Poaceae Gräs
  - Aira fontqueriana Sennen, Sennen & Mauricio, (1933)
  - Elymus fontqueri (Melderis) D.Rivera & M.A.Carreras, (1987)
    - Euphorbia myrsinites ssp. litardierei Font Quer & Garcias Font och
Tithymalus fontquerianus (Werner Rodolfo Greuter|Greuter) Soják
är synonymer till Elymus fontqueri

  - Festuca fontqueriana (St.-Yves) Romo, (1986)
  - Poa fontqueri Braun-Blanq. (1945)
    - Poa cenisia All.
är synonym till Poa fontqueri

  - Festuca fontqueriana (St.-Yves) Romo, (1986)
    - Festuca ovina L.
är synonym till Festuca fontqueriana

  - Psammopyrum fontqueri (Melderis) Á.Löve (1986)
    - Elymus pungens (Pers.) Melderis
är synonym till Psammopyrum fontqueri

  - Puccinellia fontqueri (Maire) Ponert (1974)
    - Puccinellia distans (Jacq.) Parl
är synonym till Puccinellia fontqueri

  - Vulpia fontquerana Melderis & Stace, (1968)
  - Puccinellia fontqueri (Maire) Ponert, (1974)
- Rosaceae Rosväxter
  - Alchemilla font-queri
  - Poterium fontqueri Pau, (1924)
    - Sanguisorba lateriflora (Coss.) A.Braun & C.D.Bouch?
är eventuellt synonym till Poterium fontqueri

  - Rosa × fontqueriana Cuatrec., (1929)
- Rubiaceae Måreväxter
  - Rubia fontqueri Sennen, nomen (1922, 1928)
    - Rubia peregrina L.
är synonym till Rubia fontqueri
- Russulaciacea
  - Russula font-queri, Gyllenkremla
- Saxifragaceae Stenbräckeväxter
  - Saxifraga × fontqueri Romo, (1992) nom. illeg.
  - Saxifraga fontquerii Pau, (1924)
- Scrophulariaceae Flenörtsväxter
  - Misopates fontqueri (Emb.) Ibn Tattou (1998)
  - Verbascum fontqueri Benedí & J.M.Monts. (1985) 
  - Scrophularia fontqueri Ortega Oliv. & Devesa, (1998)
  - Verbascum fontqueri Benedí & J.M.Monts., (1985)
    - Celsia valentina Font Quer
är synonym till Verbascum fontqueri

  - Veronica fontquerii Pau (1922)
    - Veronica tenuifolia ssp. fontqueri (Pau) M.M.Mart.Ort. & E.Rico
är synonym till Veronica fontqueri
- Familj oklar
  - Aegopordon fontqueri (Cuatrec.) Tscherneva, (2009)
  - Biscutella fontqueri ssp. cardonica (O.Bolòs & Masclans) L.Sáez, Aymerich & C.Blanché, (2010)
  - Helichrysum × fontqueri J.M.Aparicio, D.Mesa, J.Moro & F.Royo, (2008)
  - Pilosella fontqueri (Pau) Mateo, (2016)
  - Saxifraga × fontquerii Pau (1924)
  - Statice fontquerii Pau, (1914, 1922)

Pius Font Quer kan eventuellt ha hedrats med ytterligare eponymer med artepitetet font-queri.